# Hellbound: Hellraiser II
Hellbound: Hellraiser II és ua pel·lícula de terror sobrenatural del 1988 dirigida per Tony Randel i protagonitzada per Clare Higgins, Ashley Laurence, Kenneth Cranham i Doug Bradley. Segona pel·lícula de la franquícia Hellraiser, Hellraiser II es basa molt en la seva precursora Hellraiser, que es va publicar un any abans, i va ser fet per gran part del mateix repartiment i tripulació. Laurence fa el seu paper com Kirsty Cotton, que és ingressada en un hospital psiquiàtric després dels esdeveniments de la pel·lícula. Allà, el metge (Cranham) desencadena els cenobites, un grup d’éssers sadomasoquistes d'una altra dimensió.
Clive Barker, que va escriure i dirigir la primera pel·lícula 'Hellraiser', va escriure la història de Hellraiser II i va exercir de productor executiu. Coproducció internacional del Regne Unit i els Estats Units,  Hellraiser II  es va projectar al Festival Internacional de Cinema de Toronto el 9 de setembre de 1988, i va tornar a rebre ressenyes mixtes en el llançament. Va recaptar 12,1 milions de dòlars a la taquilla i va ser seguit de Hellraiser III: Hell On Earth  el 1992.

## Argument
Kirsty Cotton ha estat enviada a un hospital psiquiàtric després de la massacre causada per la seva madrastra i el seu oncle en provocar als cenobites. Encara la persegueixen les ferides emocionals i les visions de l'horror que va destruir a la seva família. Quan el doctor Channard i el seu assistent Kyle MacRae l'entrevisten, ella els conta el que va passar amb la seva família i els suplica que destrueixin el matalàs ensangonat on va morir la seva madrastra assassina, Julia, explicant que el lloc on mor una víctima dels cenobites és una porta potencial perquè torni però MacRae és l'únic que sembla creure en ella i, per tant, obté un diagnòstic negatiu i és internada. Durant la seva estada a l'hospital, Kirsty té una visió d'un home sense pell que feble i prostrat en el pis escriu amb la seva sang en la paret Estic a l'infern, ajuda'm i assumeix que és el seu pare demanant que el salvi.
Encara que assegura no creure la història de Kirsty, el doctor Channard ha buscat durant anys la Configuració del lament, porta d'entrada al món dels cenobites. Després d'escoltar la història de Kirsty, Channard porta el matalàs al soterrani de la seva casa, hi fica al llit a un dels seus desballestats pacients i li lliura una navalla amb la qual es talla a si mateix, intentant treure's els cucs que veu en les seves al·lucinacions. El consegüent vessament de sang allibera la Julia de la dimensió cenobita, encara que la seva forma física està incompleta, faltant la seva pell. Channard, seduït pels encants de Julia, porta més malalts mentals a la seva casa per a alimentar-la. MacRae, que ha entrat a la casa del doctor Channard per investigar els reclams de Kirsty, és testimoni d'aquesta horrible escena i torna a l'hospital psiquiàtric per avisar-li a la jove. Ambdós decideixen tornar a la casa del doctor Channard, ja que Kirsty vol la caixa per intentar salvar al seu pare. Una vegada aquí, Kyle es troba amb Julia qui el sedueix i porta a l'interior del soterrani on l'ataca, alimentant-se de la seva sang per a reposar la seva pròpia carn. Mentrestant Kirsty revisa les recerques del doctor Channard sobre els cenobites trobant una vella foto d'un oficial militar britànic que guarda, ja que reconeix al soldat com la versió humana de Pinhead, posteriorment es troba amb Julia qui la deixa inconscient d'un cop.
Tiffany (Imogen Boorman), una jove pacient que no ha parlat durant anys i que demostra una sorprenent aptitud per als trencaclosques, ha estat triada pel doctor Channard per a obrir la caixa. Usant a Tiffany com apoderada, Channard i Julia desbloquegen la galleda i entren al món de Pinhead i els cenobitas, un regne dominat pel seu déu Leviatan, qui es manifesta com un gran diamant daurat surant en el cel.
Veient les porta de l'altre món obertes Kirsty entra juntament amb Tiffany i en una habitació del laberint es topa amb els cenobites, qui encara estan disposats a donar-li l'experiència de la seva carn, ja que senten que posseeix un deute amb elles per obrir anteriorment la caixa. Ella els amenaça amb el cub, però Pinhead li mostra que d'aquest costat de la porta és ell qui escriu les regles, per la qual cosa transforma el cub en la Configuració de Leviathan, imitant la forma del diamant flotant. Kirsty escapa i recorre el laberint de passadissos, finalment troba la casa de la seva família i entra pensant que veurà al seu pare però allí troba a Frank, qui li havia escrit el missatge amb sang. Frank ha estat atrapat en una habitació amb figures femenines que el provoquen i desapareixen en llevar els llençols que les cobreixen. Aquest és el seu infern, ja que no és capaç de sadollar la seva luxúria.
Julia traeix al doctor lliurant-lo a Leviatan perquè el converteixi en un cos cenobita que posseir i després marxa a la recerca de les noies. Mentrestant, Kirsty se les arregla per a escapar calant foc una imatge de Frank, que causa que el també s'incendiï. Julia apareix i Frank, ansiós per alguns plaers carnals (o simplement per a escapar del seu infern), li ordena que vagi amb ell però Julia, que no havia oblidat la seva traïció, li arrenca el cor per l'esquena, mentre Kirsty fuig amb Tiffany. En un dels passadissos hi ha un vòrtex que succiona tot el que entra en el seu abast i amenaça amb absorbir a les tres, Tiffany intenta salvar a Julia prenent la seva mà però la seva pell es desprèn i és absorbida.
Kirsty i Tiffany continuen, només per a tornar a trobar a Pinhead i els seus sequaços, que ara tenen la intenció d' experimentar-la. Kirsty revela la vella foto de Pinhead quan era home, vestit com un soldat britànic i aquest es deté començant a recordar la seva vida humana. El doctor Channard reapareix, transformat en el nou cos de Leviathan. Pinhead i els altres l'ataquen intentant protegir les noies, però els destrueix fàcilment. Després de morir, un a un recuperen la seva forma humana. Finalment Pinhead és l'últim supervivent i a pesar que Leviathan li arrabassa els seus poders l'enfronta com a humà per a donar avantatge en la fugida a Kirsty abans de morir.
El doctor Channard deixa el domini cenobita i comença una espiral de mort a l'hospital mental, matant als pacients i al personal que han obert les altres caixes que Channard posseïa. Tiffany recupera la caixa original i la manipula tractant de tancar la porta d'enllaç. Channard ataca novament, però es deté quan veu el que ell creu que és Julia (en realitat és Kirsty portant la pell de la morta Julia). Tiffany té l'oportunitat de tornar a ordenar la Configuració del Lament en forma de galleda. Leviatan es transforma en una caixa, destruint al doctor Channard, causant estralls a tota la zona i permetent a les dues noies tornar a la seva llar justa quan la porta entre els dos mons es tanca.
La pel·lícula finalitza amb un epíleg en què dos homes eliminen les pertinences de la casa de Channard. Un d'ells passa sobre el matalàs tacat de sang i és esquarterat per les cadenes de Pinhead que brollen des d'aquí. Quan l'altre home arriba troba que ha sorgit un pilar del matalàs, on es veuen esculpits amb claredat les restes de Pinhead, els altres cenobites i el cap d'un home d'aspecte asiàtic i barba (el dimoni disfressat de rodamón vist en la primera part) que exclama: "Que se li ofereix, senyor?".

## Repartiment
- Clare Higgins com a Julia Cotton
- Ashley Laurence com Kirsty Cotton
- Kenneth Cranham com a Dr. Phillip Channard / Channard Cenobite
- Imogen boorman com a tiffany
- Doug Bradley com Pinhead / Captain Elliot Spencer
- Nicholas Vince com a Chatterer / Chatterer II
- Simon Bamford com Butterball
- Barbie Wilde com Cenobita femenina
- Sean Chapman com Frank Cotton
- Oliver Smith com el senyor Browning / Skinless Frank
- William Hope com a Dr. Kyle Macrae
- Deborah Joel com a Julia sense pell / Julia sense pell sobre el pilar
- Angus McInnes com a detectiu Ronson
- James Tillitt com a oficial Cortez
- Bradley Lavelle com a oficial Kucich
- Catherine Chevalier com a mare de Tiffany

## Guió alternatiu
Es va escriure un guió alternatiu amb el pare de Kirsty Larry viu, abans que Andrew Robinson rebutgés el retorn al paper. Se'n van donar moltes raons incloses sobre les taxes i un xoc de programes, tot i que no s'ha confirmat res. El doctor Channard es va anomenar originalment el doctor Malahide, però el director el va canviar. Es va revelar al documental Leviathan: The Story of Hellraiser and Hellbound: Hellraiser 2 d'Andrew Robinson que no era un fan del guió i va decidir no tornar a interpretar el seu personatge. L’escriptor Peter Atkins va dir que, tot i que li agradés a Robinson com a actor,el que no hi participés va fer que la narració funcionés millor en el projecte final.

## Estrena
La Motion Picture Association of America va classificar Hellbound inicialment amb una X, que l'hauria limitat als majors de 17 anys. Barker ho va atribuir al fet de preferir mostres explícites del grotesc en lloc d'insinuar-ho.
Hellbound: Hellraiser II es va projectar al Festival Internacional de Cinema de Toronto el 9 de setembre de 1988. Més tard es va mostrar a Los Angeles i Nova York el 23 de desembre. Durant el seu estrena en cinemes, Hellbound va recaptar 12.090.735 dòlars als Estats Units, i 980.503 £ al Regne Unit.

### Resposta crítica
Al lloc web de l'agregador de ressenyes Rotten Tomatoes, Hellbound: Hellraiser II té una puntuació d'aprovació del 50% basada en 30 crítiques, amb una puntuació mitjana de 5,30 /10. El consens diu: "Hellbound: Hellraiser II conserva l'emoció visual retorçada de la seva predecessora, tot i que les costures de la trama ja es comencen a mostrar".Metacritic, que utilitza una mitjana ponderada, va assignar a la pel·lícula una puntuació de 41 sobre 100, basada en 13 ressenyes, indicant "crítiques mixtes o mitjanes".
Roger Ebert del Chicago Sun-Times la va descriure com "una mena de tira de pel·lícula d'avantguarda en la qual no hi ha principi, ni mig, ni final, sinó simplement un sèrie d'imatges espantoses que es poden veure en qualsevol ordre". Caryn James de The New York Times desitjava més trama i efectes menys "ximples": "Llevar criatures estranyes és la veritable raó de ser de la pel·lícula". En una revisió més positiva, Chris Willman del Los Angeles Times la va anomenar "més ràpid i camp" que la seva predecessora, "aquesta vegada més d'una pel·lícula d'acció/aventura, tot i que encara excepcionalment horripilant". Les revisions retrospectives la consideren la millor seqüela de la franquícia.

## Premis i nominacions
Premis Saturn
| Any  | Categoria                    | Persona           | Resultat  |
| ---- | ---------------------------- | ----------------- | --------- |
| 1988 | Millor banda sonora          | Christopher Young | Guanyador |
| 1990 | Millor actriz de repartiment | Clare Higgins     | Nominat   |
| 1990 | Millor pel·lícula de terror  | -                 | Nominat   |

Fantasporto
| Any  | Categoria      | Resultat |
| ---- | -------------- | -------- |
| 1989 | Mejor película | Nominat  |

XXI Festival Internacional de Cinema Fantàstic de Sitges
| Any  | Categoria         | Resultat |
| ---- | ----------------- | -------- |
| 1988 | Millor pel·lícula | Nominat  |